# Le Quesnoy-en-Artois
Pour les articles homonymes, voir Quesnoy.
Le Quesnoy-en-Artois est une commune française située dans le département du Pas-de-Calais en région Hauts-de-France. Ses habitants sont appelés les Quercitois ou Quercitains. La commune est membre de la communauté de communes des 7 Vallées.

## Géographie

### Localisation
Localisée dans le sud-est du département du Pas-de-Calais, Le Quesnoy-en-Artois est une commune rurale située, à vol d'oiseau, à 3 km au sud de la commune d’Hesdin-la-Forêt (aire d'attraction), dont elle est limitrophe, et à 25 km au sud-est de la commune de Montreuil-sur-Mer (chef-lieu d'arrondissement).
Le territoire de la commune est limitrophe de ceux de sept communes.
Les communes limitrophes sont  Brévillers, Chériennes, Guigny, Hesdin-la-Forêt, Regnauville, Saint-Georges et Vacqueriette-Erquières.

### Géologie et relief
La superficie de la commune est de 7,92 km2 ; son altitude varie de 59  à   135 m.

### Hydrographie
Le territoire de la commune, situé dans le bassin Artois-Picardie, est traversé par le Guigny, cours d'eau naturel non navigable de 1,35 km, qui prend sa source dans la commune Guigny et termine sa course dans la commune de Guigny.

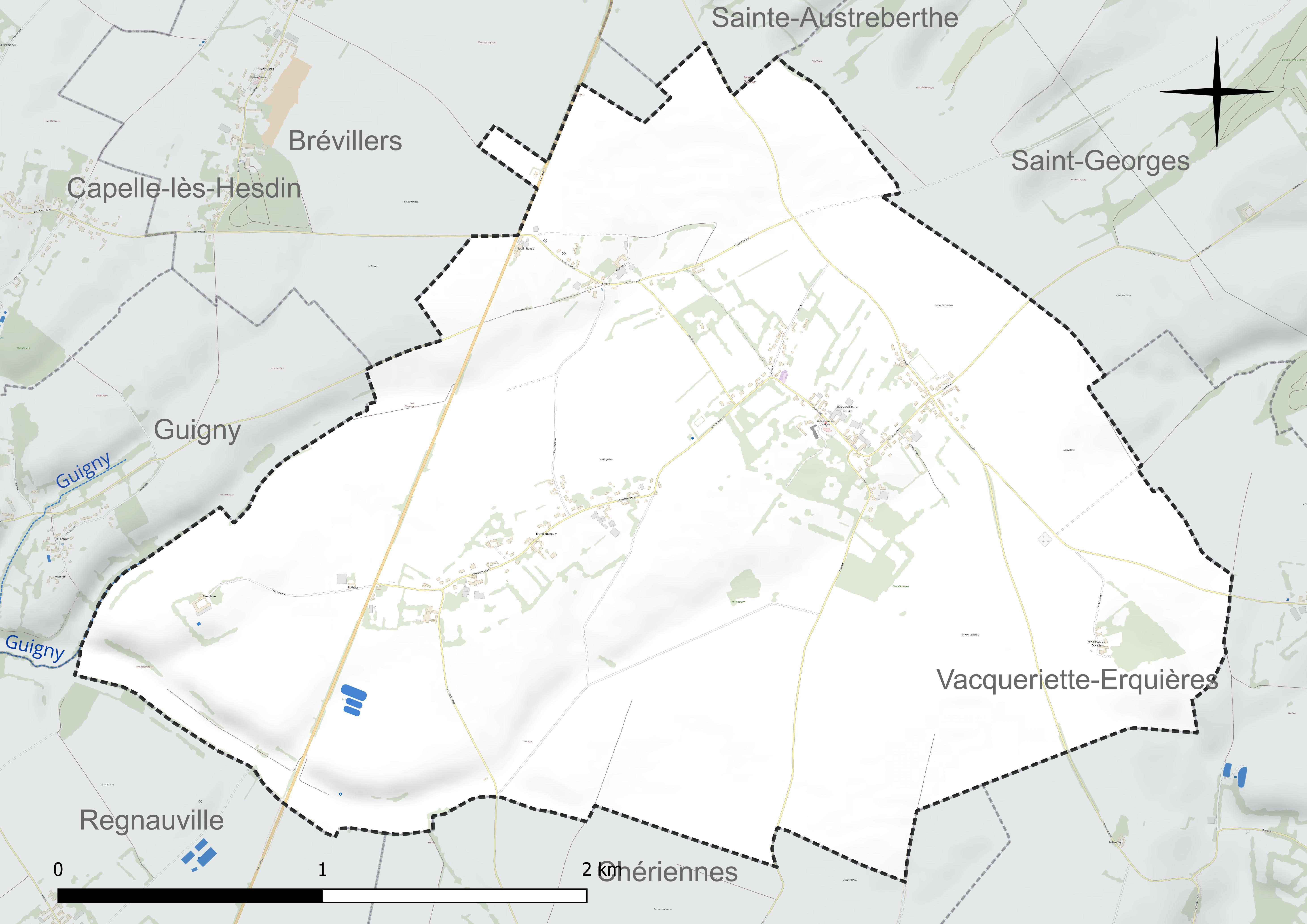
Réseau hydrographique du Quesnoy-en-Artois.

### Climat
Pour des articles plus généraux, voir Climat des Hauts-de-France et Climat du Nord-Pas-de-Calais.
En 2010, le climat de la commune est de type climat océanique altéré, selon une étude du CNRS s'appuyant sur une série de données couvrant la période 1971-2000. En 2020, Météo-France publie une typologie des climats de la France métropolitaine dans laquelle la commune est exposée à un climat océanique et est dans la région climatique Côtes de la Manche orientale, caractérisée par un faible ensoleillement (1 550 h/an) ; forte humidité de l’air (plus de 20 h/jour avec humidité relative > 80 % en hiver), vents forts fréquents.
Pour la période 1971-2000, la température annuelle moyenne est de 10 °C, avec une amplitude thermique annuelle de 13,5 °C. Le cumul annuel moyen de précipitations est de 913 mm, avec 13 jours de précipitations en janvier et 9,1 jours en juillet. Pour la période 1991-2020, la température moyenne annuelle observée sur la station météorologique la plus proche, située sur la commune de Humières à 13 km à vol d'oiseau, est de 10,9 °C et le cumul annuel moyen de précipitations est de 856,9 mm,. Pour l'avenir, les paramètres climatiques de la commune estimés pour 2050 selon différents scénarios d'émission de gaz à effet de serre sont consultables sur un site dédié publié par Météo-France en novembre 2022.

### Paysages
Pour un article plus général, voir Paysage en France.
La commune est située à la jonction de deux paysages tels qu'ils sont définis dans l’atlas des paysages de la région Nord-Pas-de-Calais, conçu par la direction régionale de l'Environnement, de l'Aménagement et du Logement (DREAL), :
- les « paysages du val d’Authie, qui concerne 83 communes, se délimitent : au sud, dans le département de la  Somme par le « paysage de l’Authie et du Ponthieu, dépendant de l’atlas des paysages de la Picardie et au nord et à l’est par les paysages du Montreuillois, du Ternois et les paysages des plateaux cambrésiens et artésiens. Le caractère frontalier de la vallée de l’Authie, aujourd’hui entre le Pas-de-Calais et la Somme, remonte au Moyen Âge où elle séparait le royaume de France du royaume d’Espagne, au nord.

Son coteau Nord est net et escarpé alors que le coteau Sud offre des pentes plus douces. À l’Ouest, le fleuve s’ouvre sur la baie d'Authie, typique de l’estuaire picard, et se jette dans la Manche. Avec son vaste estuaire et les paysages des bas-champs, la baie d’Authie contraste avec les paysages plus verdoyants en amont.
L’Authie, entaille profonde du plateau artésien, a créé des entités écopaysagères prononcées avec un plateau calcaire dont l’altitude varie de 100  à   163 m qui s’étend de chaque côté du fleuve. L’altitude du plateau décline depuis le pays de Doullens, à l'est (point culminant à 163 m), vers les bas-champs picards, à l'ouest (moins de 40 m). Le fond de la vallée de l’Authie, quant à lui, est recouvert d’alluvions et de tourbes. L’Authie est un fleuve côtier classé comme cours d'eau de première catégorie où le peuplement piscicole dominant est constitué de salmonidés. L’occupation des sols des paysages de la Vallée de l’Authie est composée pour 70 % en culture ;
- les « paysages du Ternois » qui concernent 138 communes avec trois pôles d’attraction que sont Hesdin à l'ouest, Saint-Pol-sur-Ternoise à l’est et, dans une moindre mesure, Frévent en lisière sud, sont délimités par deux cours d’eau : la Canche au Sud et la Ternoise au Nord. Ces paysages sont composés de plateaux, de vallées et de bocages. Les plateaux du Ternois montrent une structure tabulaire assez plane et une altitude assez régulière avec des points culminants entre 150  à   160 m.

Le territoire d’une vingtaine de kilomètres du Nord au Sud et d’Est en Ouest, est traversé par la D 939 reliant Saint-Pol-sur-Ternoise à Hesdin, par la D 912 entre Saint-Pol-sur-Ternoise et Frévent et par la ligne ferroviaire de Saint-Pol-sur-Ternoise à Étaples dans la vallée de la Canche. La position excentrée, en l’absence de grands axes autoroutiers ou ferrés structurants, a permis au Ternois de conserver un caractère rural et une certaine qualité de paysage.
Au niveau de l’occupation des sols, les surfaces cultivées sont omniprésentes sur les plateaux, avec majoritairement la culture de la betterave et de la pomme de terre, et représentent près de 72 % de la surface totale de ces paysages du Ternois, les espaces artificialisés, cantonnés dans les fonds de vallée, représentent 13 % et les surfaces boisées, présentes dans les deux principales vallées de la Ternoise et de la Canche, ne représentent que 6 %.

### Milieux naturels et biodiversité

#### Zone naturelle d'intérêt écologique, faunistique et floristique
L’inventaire des zones naturelles d'intérêt écologique, faunistique et floristique (ZNIEFF) a pour objectif de réaliser une couverture des zones les plus intéressantes sur le plan écologique, essentiellement dans la perspective d’améliorer la connaissance du patrimoine naturel national et de fournir aux différents décideurs un outil d’aide à la prise en compte de l’environnement dans l’aménagement du territoire.
Le territoire communal comprend une ZNIEFF de type 2 : la haute vallée de la Canche et ses versants en amont de Sainte-Austreberthe, d’une superficie de 8 908 ha et d'une altitude variant de 45  à   90 mètres, qui se situe dans le pays du Ternois. Elle offre un relief de coteau abrupt au Nord et des pentes douces au Sud. Le fond de vallée est constitué de pâturages et de zones de cultures. Les versants les plus pentus et inaccessibles accueillent des boisements.

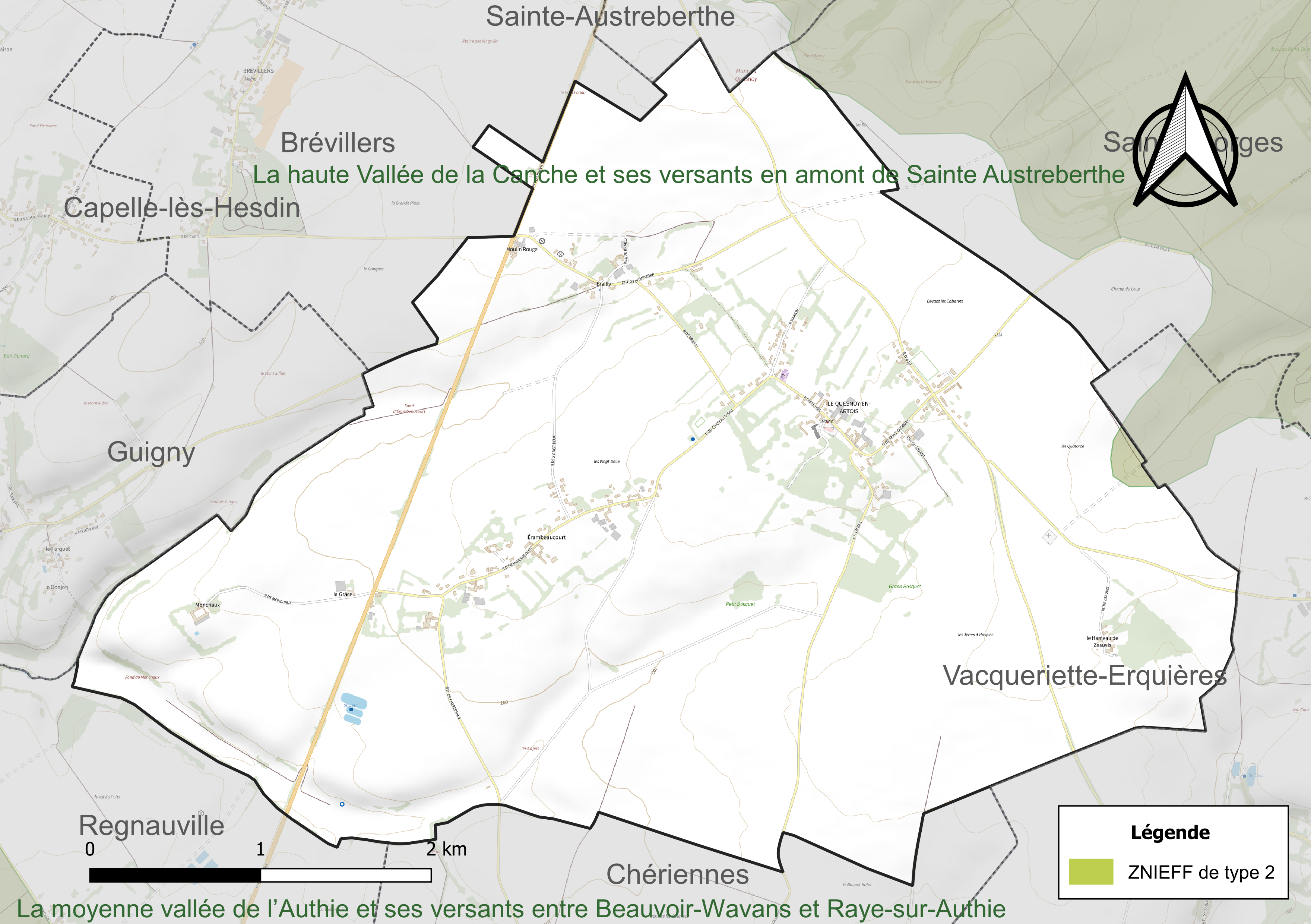
Carte de la ZNIEFF sur la commune.

#### Espèces faunistiques et floristiques
L’Inventaire national du patrimoine naturel (INPN) recense plusieurs espèces faunistiques et floristiques sur le territoire de la commune dont certaines sont protégées et d’autres menacées et quasi-menacées.

## Urbanisme

### Typologie
Au 1er janvier 2024, Le Quesnoy-en-Artois est catégorisée commune rurale à habitat dispersé, selon la nouvelle grille communale de densité à sept niveaux définie par l'Insee en 2022.
Elle est située hors unité urbaine. Par ailleurs la commune fait partie de l'aire d'attraction d'Hesdin, dont elle est une commune de la couronne,. Cette aire, qui regroupe 28 communes, est catégorisée dans les aires de moins de 50 000 habitants,.

### Occupation des sols
L'occupation des sols de la commune, telle qu'elle ressort de la base de données européenne d’occupation biophysique des sols Corine Land Cover (CLC), est marquée par l'importance des territoires agricoles (96,8 % en 2018), une proportion identique à celle de 1990 (96,8 %). La répartition détaillée en 2018 est la suivante : 
terres arables (82,1 %), prairies (8 %), zones agricoles hétérogènes (6,7 %), zones urbanisées (3,2 %). L'évolution de l’occupation des sols de la commune et de ses infrastructures peut être observée sur les différentes représentations cartographiques du territoire : la carte de Cassini (XVIIIe siècle), la carte d'état-major (1820-1866) et les cartes ou photos aériennes de l'IGN pour la période actuelle (1950 à aujourd'hui).

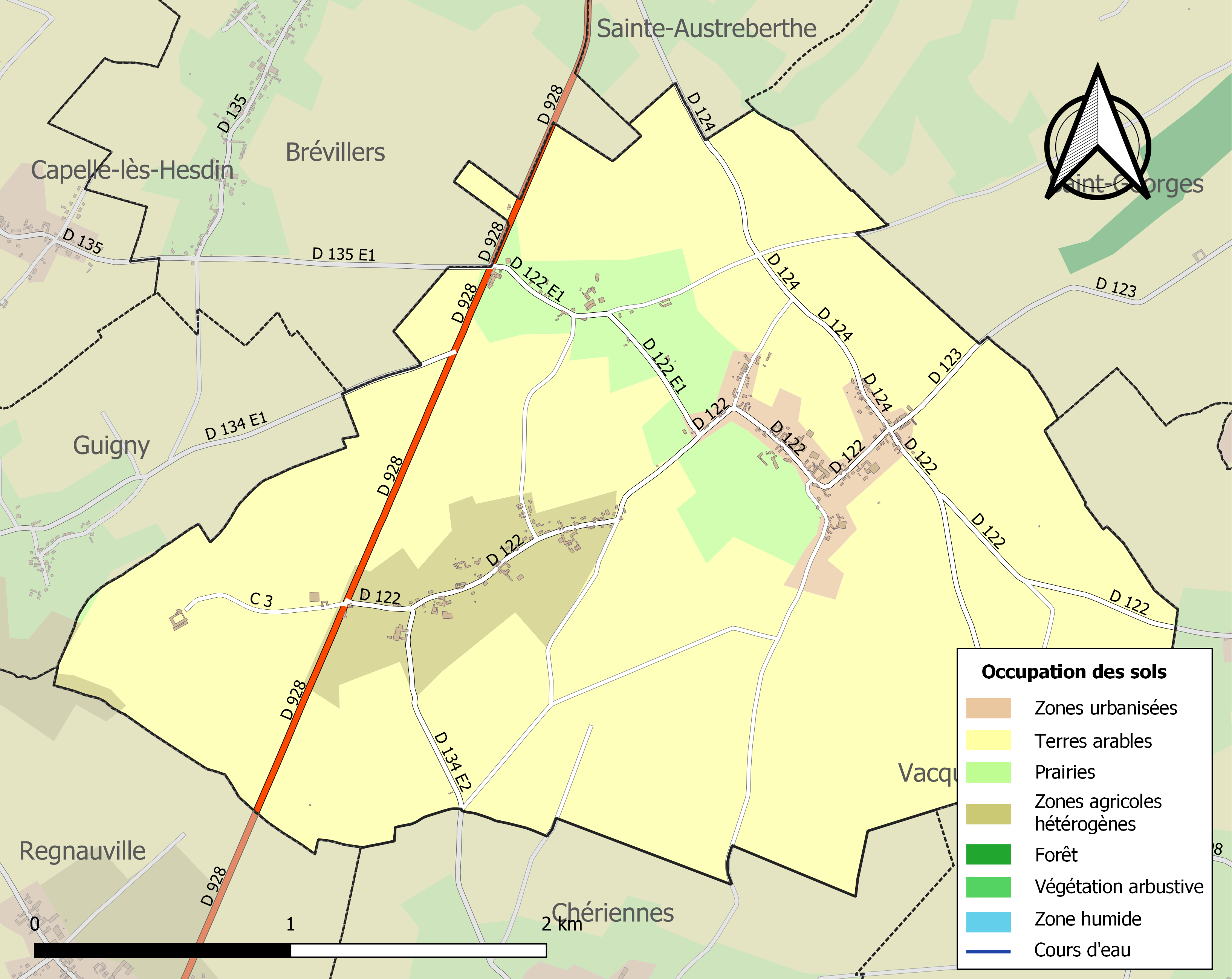
Carte des infrastructures et de l'occupation des sols de la commune en 2018 (CLC).

## Toponymie
Le nom de la localité est attesté sous les formes Casnoit en 1079 ; Caisnoit en 1094 ; Caisnoi en 1123 ; Kaisnoys en 1153 ; Casnotum (XIIe siècle) ; Keisnoi en 1202 ; Chaisnoi en 1224 ; Kaisnoy en 1257 ; Caisnoy en 1284 ; Caisnetum au XIIIe siècle ; Kennoy en 1338 ; Le Caysnoi en 1345 ; Le Cainoyt en 1429 ; Quesnoy-les-Hesdin au XVIIIe siècle ; Le Quesnoy en 1793 ; Le Quesnoy en 1801 et Le Quesnoy-en-Artois depuis 1911.
L’Artois est un pays traditionnel et une province du royaume sous l’Ancien Régime, ayant pour capitale Arras, aujourd’hui inclus principalement dans le département du Pas-de-Calais.

## Histoire
Avant la Révolution française, Le Quesnoy près d'Hesdin est le siège d'une seigneurie.
- François Bernard Dupuich, écuyer, seigneur du Quesnoy, est lieutenant général des ville et bailliage d'Hesdin. Il a obtenu des lettres de confirmation et de réhabilitation (de noblesse), de Louis XIV en juin 1697. Il a été déclaré noble par sentence de l'élection d'Artois le 8 mai 1683, ce qui empêchait alors les poursuites engagées à son encontre (très probablement pour obtenir qu'il paye des impôts ou taxes). Il a épousé Marie Françoise Duflos. Celle-ci a versé trois mille livres pour obtenir 150 livres de rente, versement qui ne peut préjudicier à leur ancienne noblesse.
- Par lettres données le 20 octobre 1715, les enfants de François Bernard Dupluich obtiennent des lettres patentes sur arrêt confirmant leur noblesse. Sont concernés :
  - Eustache François Dupuich, écuyer, seigneur du Quesnoy, avocat au Parlement, député des États d'Artois à la cour de France
  - François Joseph Bernard Dupuich, écuyer, ci-devant capitaine au régiment de Saint-Germain-Beaupré
  - défunt Antoine Norbert Dupuich, écuyer, capitaine au régiment de Lorraine[18].

## Politique et administration

### Découpage territorial
La commune se trouve dans l'arrondissement de Montreuil du département du Pas-de-Calais.

#### Commune et intercommunalités
La commune est membre de la communauté de communes des 7 Vallées qui regroupe 66 communes et totalise 29 425 habitants en 2022.

#### Circonscriptions administratives
La commune est rattachée au canton d'Auxi-le-Château.

#### Circonscriptions électorales
Pour l'élection des députés, la commune fait partie de la quatrième circonscription du Pas-de-Calais.

### Élections municipales et communautaires

#### Liste des maires
| Période                                  | Période                    | Identité          | Étiquette | Qualité                                                             |
| ---------------------------------------- | -------------------------- | ----------------- | --------- | ------------------------------------------------------------------- |
| Les données manquantes sont à compléter. |                            |                   |           |                                                                     |
| avant 1988                               | ?                          | Maurice Bayart    |           |                                                                     |
| mars 2001                                | 2008                       | Jean Pillon       |           |                                                                     |
| mars 2008                                | 2014                       | Philippe Mazure   |           |                                                                     |
| 2014                                     | En cours (au 2 avril 2022) | Georges Boulenger |           | Profession de la fonction publique, Réélu pour le mandat 2020-2026, |

## Population et société

### Démographie
Les habitants sont appelés les Quercitois ou Quercitains.

#### Évolution démographique
L'évolution du nombre d'habitants est connue à travers les recensements de la population effectués dans la commune depuis 1793. Pour les communes de moins de 10 000 habitants, une enquête de recensement portant sur toute la population est réalisée tous les cinq ans, les populations de référence des années intermédiaires étant quant à elles estimées par interpolation ou extrapolation. Pour la commune, le premier recensement exhaustif entrant dans le cadre du nouveau dispositif a été réalisé en 2006.

En 2022, la commune comptait 325 habitants, en évolution de −7,14 % par rapport à 2016 (Pas-de-Calais : −0,72 %, France hors Mayotte : +2,11 %).
| 1793 | 1800 | 1806 | 1821 | 1831 | 1836 | 1841 | 1846 | 1851 |
| ---- | ---- | ---- | ---- | ---- | ---- | ---- | ---- | ---- |
| 539  | 460  | 528  | 539  | 601  | 590  | 574  | 561  | 546  |

| 1856 | 1861 | 1866 | 1872 | 1876 | 1881 | 1886 | 1891 | 1896 |
| ---- | ---- | ---- | ---- | ---- | ---- | ---- | ---- | ---- |
| 535  | 520  | 489  | 443  | 409  | 421  | 423  | 375  | 398  |

| 1901 | 1906 | 1911 | 1921 | 1926 | 1931 | 1936 | 1946 | 1954 |
| ---- | ---- | ---- | ---- | ---- | ---- | ---- | ---- | ---- |
| 410  | 395  | 362  | 306  | 342  | 319  | 293  | 274  | 292  |

| 1962 | 1968 | 1975 | 1982 | 1990 | 1999 | 2006 | 2011 | 2016 |
| ---- | ---- | ---- | ---- | ---- | ---- | ---- | ---- | ---- |
| 286  | 285  | 317  | 362  | 350  | 332  | 348  | 366  | 350  |

| 2021 | 2022 | - | - | - | - | - | - | - |
| ---- | ---- | - | - | - | - | - | - | - |
| 332  | 325  | - | - | - | - | - | - | - |

#### Pyramide des âges
En 2018, le taux de personnes d'un âge inférieur à 30 ans s'élève à 33,4 %, soit en dessous de la moyenne départementale (36,7 %). À l'inverse, le taux de personnes d'âge supérieur à 60 ans est de 31,5 % la même année, alors qu'il est de 24,9 % au niveau départemental.
En 2018, la commune comptait 175 hommes pour 173 femmes, soit un taux de 50,29 % d'hommes, légèrement supérieur au taux départemental (48,50 %).
Les pyramides des âges de la commune et du département s'établissent comme suit.
| Hommes | Classe d’âge | Femmes |
| ------ | ------------ | ------ |
| 0,0    | 90 ou +      | 0,6    |
| 8,6    | 75-89 ans    | 8,7    |
| 22,4   | 60-74 ans    | 22,6   |
| 15,9   | 45-59 ans    | 18,5   |
| 17,0   | 30-44 ans    | 18,8   |
| 12,4   | 15-29 ans    | 12,6   |
| 23,6   | 0-14 ans     | 18,2   |

| Hommes | Classe d’âge | Femmes |
| ------ | ------------ | ------ |
| 0,5    | 90 ou +      | 1,6    |
| 5,6    | 75-89 ans    | 8,9    |
| 16,7   | 60-74 ans    | 18,1   |
| 20,2   | 45-59 ans    | 19,2   |
| 18,9   | 30-44 ans    | 18,1   |
| 18,2   | 15-29 ans    | 16,2   |
| 19,9   | 0-14 ans     | 17,9   |

## Culture locale et patrimoine

### Lieux et monuments
- L'église Saint-Vaast.

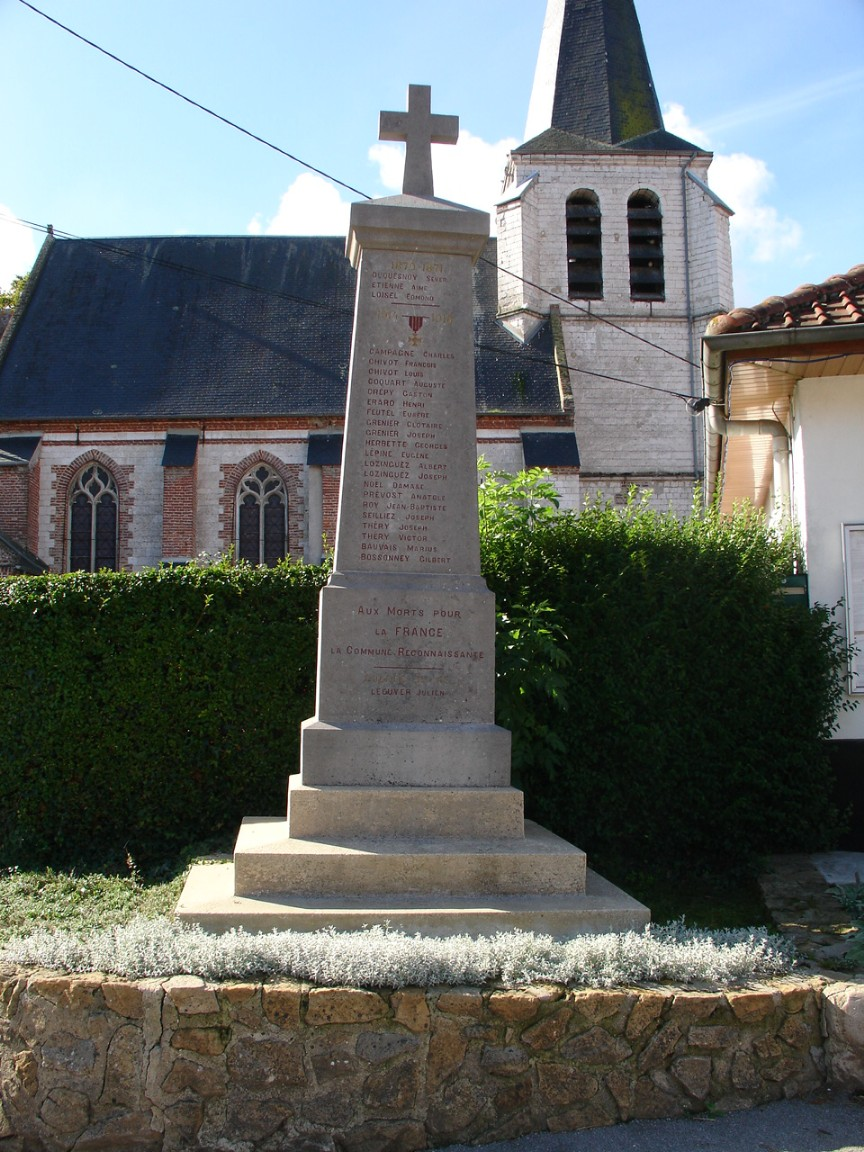
Le monument aux morts devant l'église.

- Le monument aux morts, surmonté d'une croix latine[30].

### Héraldique
| Blason de Le Quesnoy-en-Artois | Blason  | D'or à l'aigle de sable.                         |
| Blason de Le Quesnoy-en-Artois | Détails | Le statut officiel du blason reste à déterminer. |

## Pour approfondir

#### Bases de données, dictionnaires et encyclopédies
- Ressources relatives à la géographie :   - Insee (communes)
  - Ldh/EHESS/Cassini
- Ressource relative à plusieurs domaines :   - Annuaire du service public français
- Notices d'autorité :   - BnF (données)